# Komsomolsky (huyện của Khabarovsk)
Komsomolsky (tiếng Nga: Комсомо́льский райо́н) là một huyện hành chính tự quản (raion), của Vùng Khabarovsk, Nga. Huyện có diện tích 25167 km², dân số thời điểm ngày 1 tháng 1 năm 2000 là 29000 người. Trung tâm của huyện đóng ở Komsomolsk-on-Amur.

## Tham Khảo
1. 1 2  Law #67/2006-OZ
2. 1 2  Law #43/2004-OZ
3. ↑  Cục Thống kê Quốc gia Liên bang Nga (ngày 21 tháng 5 năm 2004). "Численность населения России, субъектов Российской Федерации в составе федеральных округов, районов, городских поселений, сельских населённых пунктов – районных центров и сельских населённых пунктов с населением 3 тысячи и более человек" [Dân số Nga, các chủ thể Liên bang Nga trong thành phần các vùng liên bang, các huyện, các điểm dân cư đô thị, các điểm dân cư nông thôn—các trung tâm huyện và các điểm dân cư nông thôn với dân số từ 3 nghìn người trở lên] (XLS). Всероссийская перепись населения 2002 года [Điều tra dân số toàn Nga năm 2002] (bằng tiếng Nga).
4. ↑  Правительство Российской Федерации. Федеральный закон №107-ФЗ от 3 июня 2011 г. «Об исчислении времени», в ред. Федерального закона №271-ФЗ от 03 июля 2016 г. «О внесении изменений в Федеральный закон "Об исчислении времени"». Вступил в силу по истечении шестидесяти дней после дня официального опубликования (6 августа 2011 г.). Опубликован: "Российская газета", №120, 6 июня 2011 г. (Chính phủ Liên bang Nga. Luật liên bang #107-FZ ngày 2011-06-31 Về việc tính toán thời gian, sửa đổi bởi Luật Liên bang #271-FZ  2016-07-03 Về việc sửa đổi luật liên bang "Về việc tính toán thời gian". Có hiệu lực từ 6 ngày sau ngày công bố chính thức.).
5. ↑  Resolution #143-pr
6. 1 2  "Descriptive Statistics - Komsomolsky" (bằng tiếng Nga). Federal State Statistics Service, Russian Federation. Bản gốc lưu trữ ngày 13 tháng 7 năm 2017. Truy cập ngày 2 tháng 7 năm 2016.